# Некоїт
Некоїт (рос. некоит; англ. nekoite; нім. Nekoit m) — мінерал, водний силікат кальцію ланцюжкової будови. Складається з кальцію, кремнію, кисню та води. Його відкриття було вперше опубліковано в 1956 році.

## Загальний опис
Хімічна формула:
1. За Є. Лазаренком: Ca3[(OH)2|Si6O15]•4H2O.
2. За «Fleischer's Glossary» (2004): Ca3Si6O15•7H2O. Склад у % (з родов. Крестмор, США): CaO — 27,61; SiO2 — 53,88; H2O — 18,02.

Домішки: SrO (0,27); Na2O (0,12); Al2O3 (0,08); K2O (0,06); Fe2O3 (0,01).
Сингонія триклінна. Спайність ясна. Утворює волокнисті агрегати, гольчасті кристали. Знайдений у родовищі Крестмор (штат Каліфорнія, США) разом з кальцитом. Названий за подібністю до океніту (G.E.W.Taylor, 1956).